# La Vaivre
La Vaivre ist eine Gemeinde im französischen Département Haute-Saône in der Region Bourgogne-Franche-Comté.

## Geographie
La Vaivre liegt auf einer Höhe von 337 m über dem Meeresspiegel, elf Kilometer nördlich von Luxeuil-les-Bains und etwa 36 Kilometer nordnordöstlich der Stadt Vesoul (Luftlinie). Das Dorf erstreckt sich im Norden des Departements, auf einem Plateau südlich des Tals der Augronne, am Rand der Höhen der Vôge.
Die Fläche des 3,04 km² großen Gemeindegebiets umfasst einen Abschnitt am östlichen Rand der Ebene von Saint-Loup-sur-Semouse. Der zentrale Teil des Gebietes wird vom Plateau von La Vaivre eingenommen, das durchschnittlich auf 335 m liegt und überwiegend landwirtschaftlich genutzt wird. Es ist aus Buntsandstein der unteren Trias aufgebaut. Mit 358 m wird auf der Anhöhe nördlich des Dorfes die höchste Erhebung von La Vaivre erreicht. Gegen Norden fällt das Plateau relativ steil zur Talniederung der Augronne ab, welche die Nordgrenze markiert. Im Osten verläuft die Abgrenzung im Tal des Ruisseau du Sapin, eines Seitenbachs der Augronne, der das Plateau von den westlichen Ausläufern der Vogesen trennt. Die westliche Grenze verläuft entlang dem Waldrand des Bois de Corbenay.
Nachbargemeinden von La Vaivre sind Aillevillers-et-Lyaumont im Norden, Fougerolles-Saint-Valbert mit Fougerolles im Osten und Süden sowie Corbenay im Westen.

## Geschichte
Der Fund eines Beils aus Bronze weist auf eine sehr frühe Besiedlung des Gebietes hin. Im Mittelalter gehörte La Vaivre zur Freigrafschaft Burgund und darin zum Gebiet des Bailliage d’Amont. Die lokale Herrschaft hatten die Herren von Faucogney inne. Zusammen mit der Franche-Comté gelangte das Dorf mit dem Frieden von Nimwegen 1678 definitiv an Frankreich.

## Sehenswürdigkeiten
Die Ortschaft ist geprägt durch verschiedene Bauernhäuser aus dem 18. und 19. Jahrhundert, die den traditionellen Stil der Region zeigen.

## Bevölkerung
| Jahr                       | 1962 | 1968 | 1975 | 1982 | 1990 | 1999 | 2006 |
| Einwohner                  | 270  | 251  | 268  | 240  | 213  | 198  | 214  |
| Quellen: Cassini und INSEE |      |      |      |      |      |      |      |

Mit 216 Einwohnern (1. Januar 2022) gehört La Vaivre zu den kleinen Gemeinden des Département Haute-Saône. Während des gesamten 20. Jahrhunderts nahm die Einwohnerzahl kontinuierlich ab (1881 wurden noch 613 Personen gezählt). Erst in den letzten Jahren wurde eine Stabilisierung verzeichnet.

## Wirtschaft und Infrastruktur

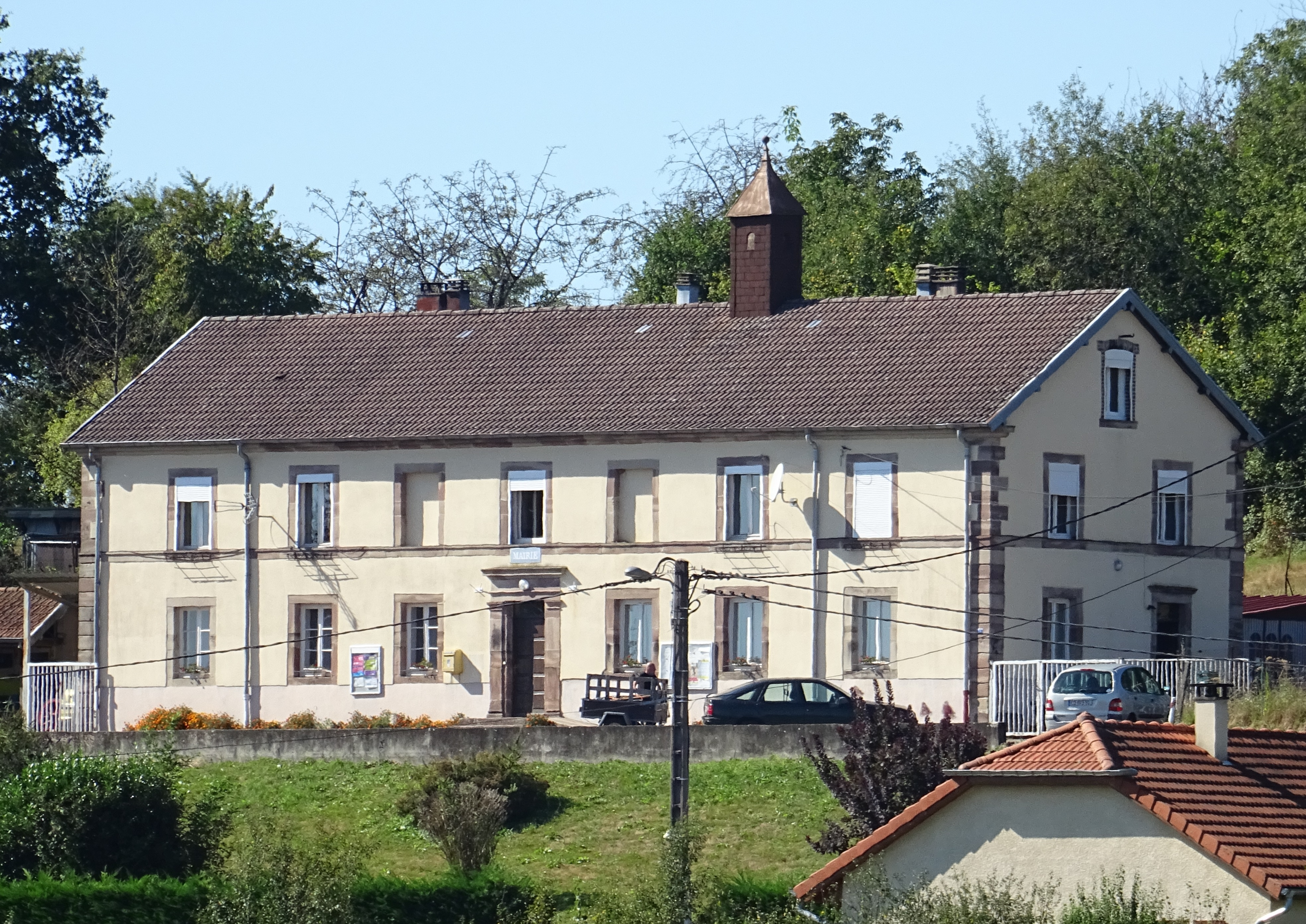
Mairie La Vaivre

La Vaivre ist noch heute ein vorwiegend durch die Landwirtschaft (Ackerbau, Obstbau und Viehzucht) geprägtes Dorf. Außerhalb des primären Sektors gibt es nur wenige Arbeitsplätze im Ort. Viele Erwerbstätige sind deshalb Wegpendler, die in den größeren Ortschaften der Umgebung ihrer Arbeit nachgehen.
Die Ortschaft liegt abseits der größeren Durchgangsachsen an einer Departementsstraße, die von Aillevillers nach Fougerolles führt. Der nächste Bahnhof an der Eisenbahnlinie von Lure via Luxeuil-les-Bains nach Épinal befindet sich in Aillevillers.